# Мриц Ольга Теофілівна
Ольга Теофілівна Мриц (3 червня 1894, м. Львів — 22 серпня 1991, Криниця, Малопольське воєводство, Польща) — ботанік, діячка заповідного руху на Львівщині, Станіславівщині, Тернопіллі. Дійсний член НТШ (1933), пластунка.

## Життєпис
Народилася Ольга Мриць 3 червня 1894 р. у Львові в родині заступника вчителя Академічної гімназії Теофіля Мриця. У 1918 році закінчила біологічний факультет Яґеллонського університету в Кракові.
У 1920-1930-х роках викладала у львівських школах. У 1932 році здобула науковий ступінь доктора філософії у Львівському університеті. Вивчала мохи Карпат. Активно працювала в Науковому товаристві ім. Шевченка у Львові. Певний час керувала лабораторією ботаніки Природознавчого музею цього Товариства. Була заступником голови фізіографічної комісії Товариства, а з 3 липня 1935 р., дня створення комісії по охороні природи Товариства — її головою.
За безпосередньої участі Ольги Мриць на землях греко-католицької митрополії у квітні 1935 р. було створено кедровий заповідник-(резерват) на горі Яйце. Пізніше активістам комісії практично вдалося домогтися створення ще одного резервату на «Чортовій горі» поблизу Рогатина. Ольга Мриц разом з колегами планувала організацію в Карпатах близько десятка резерватів.
З 1939 р. О. Мриц викладала ботаніку у Львівському медінституті, під час німецької окупації — на медико-природничих фахових курсах.
У 1944 р. емігрувала до Польщі. З 1945 року до середини 60-х років працювала вчителем біології загальноосвітньої школи в м. Бельсько-Бяла (нині Сілезьке воєводство). У 1947 році була заарештована за підозрою у зв'язках з УПА, від травня 1947 до червня 1948 перебувала у концтаборі Явожно, звідки її звільнили завдяки втручанню польських професорів та колег-учителів.
Ольга Мриц померла 22 серпня 1991 в місті Криниця-Здруй Малопольського воєводства, Польща.

## Основні праці
- Das Hochmoor von Strutyn Wyzny bei Dolina (La tourbière de Strutyn Wyzny, village près de Dolina) // Bulletin International de l'Académie Polonaise Sciences. Cracovie, 1934.